# دوجنس‌گرایی
دوجنس‌گرایی (به انگلیسی: Bisexuality) یک گرایش جنسی است که فرد در آن به بیش از یک جنس گرایش جنسی دارد. این اصطلاح مثل چتری است که سه بخش را دربر می‌گیرد و شامل دوجنس‌گرایی (Bisexuality)، چندجنس‌گرایی (Polysexuality) و همه‌جنس‌گرایی (Pansexuality) می‌شود. چتر دوجنسگرایی (Biumbrella) به دو قسمت گرایش جنسی و گرایش عاطفی تقسیم می‌شود. شدت گرایش به جنس‌های گوناگون، لزوماً یکسان نیست.
دوجنس‌گرایی یکی از سه گرایش جنسی اصلی در انسان می‌باشد. افرادی که گرایش جنسی مجزا اما نامشخصی نسبت به یک جنس دیگر دارند خود را دوجنس‌گرا معرفی می‌کنند. علاوه بر انسان، دوجنس‌گرایی در قلمرو جانوران نیز دیده شده است. استفاده از این واژه در قرن ۱۹ شکل گرفت.

پرچم دوجنس گرایی

## کلیشه‌های دوجنس‌گرایی
کلیشه‌های گوناگونی چه از سوی دگرجنس‌گرایان و همجنس‌گرایان و چه از سوی دیگر دگرباشان جنسی، علیه دوجنس‌گرایان اعمال شده است.
کلیشه‌هایی مثل اینکه دوجنسگرایان یا همجنسگرا هستند یا دگرجنس‌گرا و اصولاً مفهوم دوجنس‌گرایی وجود ندارد. همچنین مانند اینکه افراد دوجنس‌گرا در پیدا کردن هویت خود سردرگمند و در نهایت به یکی از دو گروه همجنس‌گرا و دگرجنس‌گرا تعلق پیدا می‌کنند.
این کلیشه‌ها غالباً از طرف فضای تک‌جنس‌گرا (Monosexuality) وارد می‌شود و امکان تمایل و گرایش به بیش از یک جنس را نادیده می‌گیرد.
همچنین این افراد گاهی دروغگو و خیانتکار خوانده می‌شوند؛ با این باور که اگر در رابطه با یک جنس باشند، در نهایت از او دست کشیده و سراغ جنس دیگری می‌روند.
از جمله عواملی که وجود دوجنس‌گرایی و زیرمجموعه‌های این گرایش جنسی را نادیده می‌گیرد، می‌توان به کتاب‌های کودکان، فیلم‌ها و سریال‌ها، عوامل شهری و وسایل ارتباط جمعی اشاره کرد.
برای مثال در فیلم‌ها و کتاب‌ها، شخصیت دوجنس‌گرا، شخصی بدون ثبات است که بالاخره به یکی از دو گرایش همجنس‌گرا و دگرجنسگرا رو می‌آورد.
در وسایل ارتباط جمعی همچون خبرگزاری‌ها و روزنامه‌ها، از اصطلاح ازدواج همجنسگرایان برای توصیف این نوع ازدواج استفاده می‌شود، درحالی‌که اصطلاح «ازدواج دو همجنس» دقیق‌تر است، زیرا ازدواج دو فرد با جنس موافق لزوماً به معنای همجنس‌گرا بودن آنها نیست و دوجنسگرایان نیز امکان ازدواج با جنس موافق را دارند.
در عوامل شهری می‌توان به «گی‌بارها (Gay bar)» اشاره کرد. این اصطلاح در حالی به کار می‌رود که لزوماً مشتریان این‌گونه بارها همجنس‌گرایان مرد نیستند و دوجنس‌گرایان مرد نیز می‌توانند به آن بارها بروند.
از دیگر کلیشه‌های موجود نسبت به دوجنس‌گرایان این است که می‌گویند آن‌ها انتقال‌دهنده و گسترش‌دهندهٔ بیماری ایدز هستند؛ زیرا آن‌ها با همجنس‌گرایان سکس می‌کنند — معمولاً تفکر بر این است که بیشتر همجنس‌گرایان مبتلا به ایدز هستند — و بعد این بیماری را به دگرجنسگرایان در هنگام سکس منتقل می‌کنند. این شایعه برای مدت‌ها حتی از طرف خبرگزاری‌ها درحالی‌که مدرکی نداشتند، پراکنده می‌شد.
همچنین بعضاً زنان دوجنس‌گرا را به عنوان «عاشقان سکس» یاد می‌کنند.
دوجنس‌گرایان در بین نهادهای اجتماعی، حمایتی و قانونی با مشکلات متعددی روبرو هستند.
برای مثال ردّ درخواست پناهندگی دوجنس‌گرایان ممکن است نسبت به باقی دگرباشان بیشتر صورت بگیرد؛ زیرا این گرایش به عنوان یک گرایش مستقل و پدیده‌ای که وجود دارد، در نظر گرفته نمی‌شود. از جمله دلایلی که این درخواست‌ها مردود می‌شوند، چنین است که برای مثال دوجنس‌گرایان می‌توانند در سرزمین خود از آن جهت که به جنس مخالف نیز گرایش دارند بدون خطر جدی زندگی کنند، اما آن وجه دیگر دوجنس‌گرایان که بخش مهمی از هویت فرد دوجنس‌گرا محسوب می‌شود، نادیده گرفته می‌شود.
سازمان ملل از جمله نهادهای بزرگی است که بر وضعیت دگرباشان جنسی متمرکز می‌شود. با این حال، گرایش دوجنس‌گرایی در گزارش‌های حقوقی نادیده گرفته می‌شود و گزارش‌دهندگان در مورد دوجنس‌گرایی به عنوان یک گرایش مستقل و ثابت تمرکز نمی‌کنند.
گاهی دوجنس‌گرایی و دفاع از حق دوجنس‌گرایان، تحت لوای دفاع از حقوق همجنس‌گرایان و باقی دگرباشان صورت می‌گیرد.
حتی گاهی نهادهای حمایتی مخصوص دگرباشان، خود به باز تولید خشونت و محو دوجنس‌گرایی می‌پردازند و این از طرف خودِ اجتماع دگرباش نیز نمود دارد.
همچنین اگر دوجنس‌گرایان با مسائلی مثل آزار و اذیت، خشونت خانگی و تجاوز روبرو شوند، کمتر امکان دارد که در پیشگاه قانون مورد حمایت قرار گیرند.
- پیامدهای ناشی از نادیده گرفتن دوجنس‌گرایان در موارد نامبرده شده سبب می‌شود که دوجنس‌گرایان با مشکلات گوناگونی مواجه شوند.

برای مثال ممکن است آن‌ها دیرتر اقدام به برون‌آیی (Come out) کنند یا اصلاً آشکارسازی نکنند. حتی در مواردی که دوجنسگرایان برون‌آیی می‌کنند، ممکن است خود را به عنوان همجنس‌گرا یا دگرجنسگرا آشکار کنند که این موضوع بیشتر در فضای تک‌جنس‌گرا-هنجار (Mononormativity) و تک‌جنس‌گرا-محور (Monosexism) صورت می‌گیرد.
دوجنس‌گرایان در خطر بیشتری برای آسیب روانی قرار دارند و همچنین ریسک خودکشی آنان بالاتر است، زیرا آنها ممکن است از سوی دگرجنس‌گرایان و همجنس‌گرایان و همچنین از طرف باقی دگرباشان مورد قبول نباشند؛ اما افراد همجنس‌گرا و ترنسجندر بیشتر امکان دارد که حداقل در اجتماعات کوچک خود مورد قبول و حمایت قرار گیرند.
دستاوردهای دوجنسگرایان نیز به حاشیه رانده شده است، درحالی‌که آنان نیز در اعتراض و پیگیری حقوق خود طی دهه‌های متمادی آمریکا و اروپا سهیم بوده‌اند؛ برای مثال پیشنهاددهندهٔ برگزاری «گی پراید (Gay pride)» در آمریکا، شخصی دوجنس‌گرا بود.
- روند تکامل در مفهوم دوجنس‌گرایی

1. زیست‌شناسی: در اوایلِ برخورد با مفهوم دوجنس‌گرایی، به آن از حیث میان‌جنسی (Intersexuality) نگریسته شد.
2. روان‌شناسی: دیدگاه زیگموند فروید که در تحقیقاتش دریافت انسان از روانی دوجنسی ساخته شده است، مورد توجه واقع شد.
3. اجتماعی: با پیدایش و گسترش اعتراضاتِ دگرباشان جنسی در آمریکا و دیگر نقاط، دوجنس‌گرایی نیز مفهومی اجتماعی پیدا کرد.
4. سیاسی: در نهایت به دوجنس‌گرایی از دید سیاست نیز نگریسته شد.

در طی این دوران، عوامل مختلفی نیز در نادیده گرفتن دوجنس‌گرایان مؤثر بود. برای مثال در ابتدا فمینیست‌ها در زمان اعتراضات دگرباشان، دوجنس‌گرایی را چندان مورد توجه قرار نمی‌دادند، زیرا از دید آن‌ها دوجنس‌گرایی فقط معنی گرایش به دو جنس موافق و مخالف را می‌داد که با نگرش فمینیست‌های آن موقع هم‌خوانی نداشت.

## دوجنس‌گرایی در هنر
دوجنس‌گرایی معمولاً با تصویرگری منفی رسانه‌ها همراه بوده است و گاهی به کلیشه‌ها یا اختلال‌های روانی ارجاع داده می‌شود. در مقاله‌ای در مورد فیلم کوهستان بروکبک در سال ۲۰۰۵، امی آندره، مربی رابطه جنسی استدلال کرد که در فیلم‌ها، دوجنس‌گراها اغلب به صورت منفی نشان داده می‌شوند:
من فیلم‌هایی را دوست دارم که دوجنس‌گراها عاشق یکدیگر می‌شوند، زیرا این فیلم‌ها بسیار اندک هستند. جدیدترین نمونهٔ آن کمدی رمانتیک دوست داشتنی سال ۲۰۰۲، بوسیدن جسیکا استین است. اکثر فیلم‌های دارای شخصیت‌های دوجنس‌گرا، تصویری کلیشه‌ای ترسیم می‌کنند… عاشق دوجنس‌گرا در این آثار، معمولاً فریبنده (جاده مالهالند)، بیش‌فعال جنسی (هیولای سکس)، خیانت‌کار (بالاترین هنر) و بی‌ثبات (سه قلب) است، و حتی ممکن است مانند شارون استون در غریزه اصلی یک قاتل زنجیره‌ای باشد. به عبارت دیگر، دوجنس‌گرایی همیشه علت درگیری و مشکل در فیلم است.

### سینما
در سال ۱۹۱۴ اولین حضور شخصیت‌های دوجنس‌گرا در یک فیلم متحرک آمریکایی به نام A Florida Enchantment رخ داد. با این حال، تحت سانسور شدید آن سال‌ها، کلمهٔ دوجنس‌گرایی قابل ذکر نبود و تقریباً هیچ شخصیت دوجنس‌گرا از سال ۱۹۳۴ تا ۱۹۶۸ در فیلم آمریکایی ظاهر نشد.
تصاویر قابل توجه و متفاوتی از دوجنس‌گرایی را می‌توان در فیلم‌های جریان اصلی مانند قوی سیاه (۲۰۱۰)، فریدا (۲۰۰۲)، دختران شو (۱۹۹۵)، کتاب بالش (۱۹۹۶)، الکساندر (۲۰۰۴)، نمایش تصویر ترسناک راکی (۱۹۷۵)، هنری و جون (۱۹۹۰)، به دنبال امی (۱۹۹۷)، مخمل طلایی (۱۹۹۸)، بوسیدن جسیکا استین (۲۰۰۱)، مرد چهارم (۱۹۹۳)، غریزه اصلی (۱۹۹۲)، جادهٔ مالهالند (۲۰۰۱)، یکشنبه خونین یکشنبه (۱۹۷۱)، چیزی برای همه (۱۹۷۰)، قاعده‌های جذابیت (۲۰۰۲)، کوهستان بروکبک (۲۰۰۵) و مرا با نامت صدا کن (۲۰۱۷) مشاهده کرد.

### ادبیات
اورلاندو: زندگینامه ویرجینیا وولف (۱۹۲۸) نمونهٔ اولیهٔ دوجنس‌گرایی در ادبیات است. وولف برای جلوگیری از توقیف کتاب به دلیل محتوای همجنس‌گرایانه، از تعویض جنسیتی استفاده کرد. با تغییر جنسیت اورلاندو، ضمایر از مرد به زن تغییر می‌کنند. فقدان ضمایر مشخص وولف، باعث ایجاد ابهام و عدم تأکید بر برچسب‌های جنسیتی می‌شود.
همچنین کتاب او خانم دالووی در سال ۱۹۲۵ بر زندگی یک مرد دوجنسگرا و یک زن دوجنس‌گرا متمرکز بود.
سایر نمونه‌های اولیه شامل آثار دی اچ لارنس، مانند زنان عاشق (۱۹۲۰) است.

## سمبل‌های دوجنس‌گرایی

پرچم دوجنس‌گرایی

مثلث‌های رو هم افتاده نماد دوجنس‌گرایی

دو هلال

## گذر تاریخی

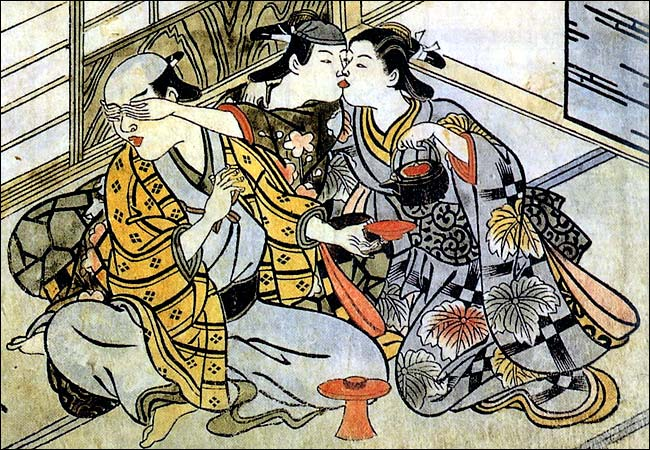
یک زن ژاپنی در کنار مرد جوان خود، در حال بوسیدن زن دیگر

یونانیان و رومیان باستان مانند جامعه مدرن غربی، روابط جنسی را با برچسب‌های کاملاً مشخص مرتبط نمی‌دانستند. مردانی که معشوقه‌های مرد داشتند به عنوان همجنس‌گرا شناخته نشدند و ممکن است همسر یا معشوقه‌های زن دیگری داشته باشند.
متون مذهبی یونان باستان، که منعکس کننده اعمال فرهنگی بودند، مضامین دوجنسی را در خود جای دادند. زیرمتن‌ها، از عرفانی تا تعلیمی، متفاوت بودند.
اسپارتی‌ها فکر می‌کردند که عشق و روابط شهوانی بین سربازان باتجربه و تازه‌کار وفاداری رزمی و انسجام واحد را تقویت می‌کند و تاکتیک‌های قهرمانانه را تشویق می‌کند زیرا مردان برای تحت تأثیر قرار دادن عاشقان خود رقابت می‌کنند. زمانی که سربازان جوانتر به بلوغ رسیدند، قرار بود این رابطه غیرجنسی شود، اما مشخص نیست که چقدر این امر به شدت رعایت شده است. مردان جوانی که روابط خود را با مربیان خود تا بزرگسالی ادامه دادند، انگ وجود داشت. به عنوان مثال، آریستوفان آنها را euryprôktoi به معنای «آب‌های پهن» می‌نامد و آنها را مانند زنان به تصویر می‌کشد.
به‌طور مشابه، در روم باستان، جنسیت تعیین نمی‌کرد که آیا شریک جنسی قابل قبول است، تا زمانی که لذت مرد به تمامیت مرد دیگر تجاوز نکند. برای یک مرد رومی آزاد زاده از نظر اجتماعی پذیرفتنی بود که بخواهد هم با شریک زن و هم با شریک مرد رابطه جنسی داشته باشد، تا زمانی که نقش نفوذی را بر عهده بگیرد. اخلاقی بودن این رفتار به موقعیت اجتماعی شریک زندگی بستگی دارد، نه جنسیت فی نفسه. هم زنان و هم مردان جوان به عنوان آرزوهای عادی در نظر گرفته می‌شدند، اما در خارج از ازدواج، مرد قرار بود تنها با برده‌ها، فاحشه‌ها (که اغلب برده بودند) و بدنامی‌ها به خواسته‌های خود عمل کند. داشتن رابطه جنسی با همسر مرد آزادشده دیگر، دختر قابل ازدواج او، پسر زیر سن قانونی او یا با خود مرد غیراخلاقی بود. استفاده جنسی از برده مرد دیگر منوط به اجازه مالک بود. نداشتن خویشتن‌داری، از جمله در مدیریت زندگی جنسی، نشان می‌دهد که مرد در اداره دیگران ناتوان است. افراط بیش از حد در «لذت نفسانی کم» هویت مردان نخبه را به عنوان یک فرد فرهیخته تهدید می‌کند.
آلفرد کینزی اولین نظرسنجی بزرگ دربارۀ رفتار همجنس‌گرایان در ایالات متحده در طول دهه ۱۹۴۰ انجام داد. نتایج خوانندگان زمان او را شوکه کرد، زیرا رفتار و جذابیت‌های همجنس‌گرا را بسیار رایج جلوه می‌داد. اثر او در سال ۱۹۴۸ به نام رفتار جنسی در مرد انسان بیان کرد که در میان مردان "تقریباً نیمی (۴۶٪) از جمعیت درگیر فعالیت‌های دگرجنس‌گرا و همجنس‌گرا هستند یا در طول زندگی بزرگسالی خود به افراد هر دو جنس واکنش نشان می‌دهند. ۳۷ درصد از کل جمعیت مردان حداقل از ابتدای نوجوانی تجربه همجنس‌گرایی آشکار تا حد ارگاسم دارند.» خود کینزی از استفاده از اصطلاح دوجنسه برای توصیف افرادی که درگیر فعالیت جنسی با مردان و هم با مردان هستند، بیزار بود. زنان، ترجیح می‌دهند از دوجنسه در معنای اصلی و بیولوژیکی آن به عنوان هرمافرودیت استفاده کنند، و بیان می‌کنند: «تا زمانی که ثابت شود که مزه در یک رابطه جنسی به آناتومی فرد بستگی دارد که ساختارهای زن و مرد یا ساختارهای فیزیولوژیکی زن و مرد را در خود دارد. این مایه تاسف است که چنین افرادی را دوجنس‌گرا بنامیم. اگرچه محققان جدیدتر بر این باورند که کینزی میزان جذب همجنس‌گرایان را بیش از حد برآورد کرده است، او کار پیشگام و برخی از شناخته‌شده‌ترین تحقیقات جنسی در تمام دوران تلقی می‌شود.